# Formel-1-Weltmeisterschaft 2003

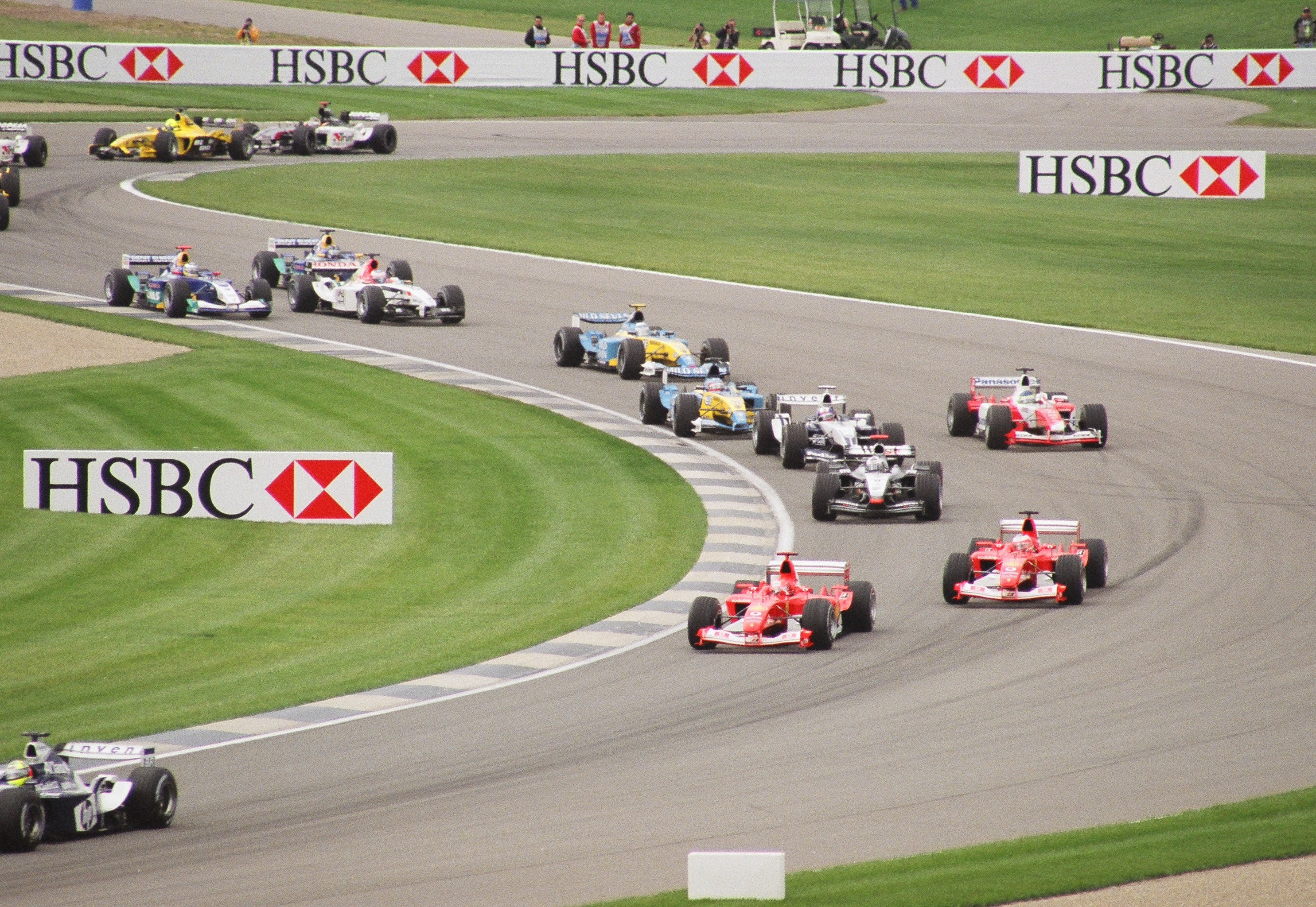
Rennszene aus dem US-GP 2003

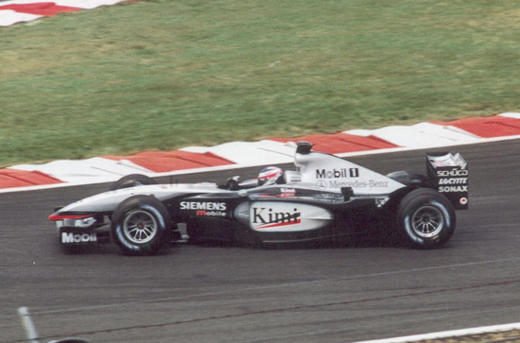
Der spätere Vizeweltmeister Kimi Räikkönen beim GP Frankreich

Die Formel-1-Weltmeisterschaft 2003 war die 54. Saison der Formel-1-Weltmeisterschaft. Sie wurde über 16 Rennen in der Zeit vom 9. März bis zum 12. Oktober ausgetragen.
Die Saison 2003 wurde als spannendste Saison seit langem bezeichnet. Bis zwei Rennen vor Ende der WM hatten noch drei Fahrer die Möglichkeit, die WM zu gewinnen. Michael Schumacher errang zum Schluss seinen 6. Fahrer-Titel. Ferrari wurde zum 5. Mal in Folge Gewinner der Konstrukteursmeisterschaft.

## Änderungen 2003

### Reglement
Ab dieser Saison erhielten nicht nur die sechs am besten platzierten Fahrer und Teams pro Rennen Punkte, sondern die besten acht. Die Platzierungen 1 bis 8 wurden mit 10, 8, 6, 5, 4, 3, 2 und 1 Punkten belohnt. Diese Regelung wurde eingeführt, um einerseits zu verhindern, dass die Meisterschaft schon früh in der Saison entschieden ist, da sich ein Fahrer durch einen Sieg um vergleichsweise wenige Meisterschaftspunkte absetzen kann. Andererseits wurde damit der Tatsache Rechnung getragen, dass die Autos immer zuverlässiger geworden waren. Leistungsschwächere Teams hatten oft nur durch Ausfälle der Spitzenfahrzeuge Punktechancen.
Erstmals getestet beim Großen Preis der USA 2002, war es nun für jeden Fahrer vorgeschrieben, das neue HANS-System bei jeder offiziellen Session zu nutzen.

### Teams
Arrows war bereits Mitte der Saison 2002 nicht mehr in der Lage, weitere Rennen zu bestreiten, und trat auch 2003 nicht mehr an. Das Teilnehmerfeld reduzierte sich damit auf 20 Fahrzeuge.

### Motoren
Jordan und Minardi wechselten den Motorenpartner und erwarben Ford-Kundenmotoren, die weitestgehend identisch zu den vom Jaguar-Team eingesetzten Cosworth-Motoren waren. Mit diesen Wechseln verschwand einerseits der Name Asiatech (Minardi) nach zwei Saisons wieder aus der Formel 1, während sich andererseits der bisherige Jordan-Lieferant Honda nun vollständig auf das BAR-Team konzentrierte.

### Rennstrecken
Der Große Preis von Belgien wurde in dieser Saison nicht ausgetragen, die Anzahl an Saisonrennen reduzierte sich damit auf 16.

### Fahrer
Die Saison 2003 begann mit einigen Änderungen in der Fahrerbesetzung der Teams. Die Teams Minardi, Jaguar und Toyota wechselten dabei sämtliche Fahrer aus.
Fernando Alonso wurde vom Testfahrer zum regulären Fahrer bei Renault als Ersatz für Jenson Button, Button ersetzte Olivier Panis bei BAR, Panis wechselte zu Toyota. Der zweite neue Toyota-Fahrer wurde Cristiano da Matta, damit wurden sowohl Mika Salo als auch Allan McNish ersetzt. McNish wurde Testfahrer bei Renault.
Felipe Massa verließ Sauber und wurde Testfahrer für Ferrari, Massas Platz bei Sauber wurde durch Heinz-Harald Frentzen besetzt. Takuma Satō verließ das Jordan-Team und wurde Testfahrer bei BAR, seine Position bei Jordan nahm Ralph Firman ein.
Bei Minardi wurde Alex Yoong durch Jos Verstappen ersetzt und Mark Webber durch Justin Wilson, Webber nahm den Vorjahresplatz von Eddie Irvine bei Jaguar ein, Antonio Pizzonia ersetzte dort außerdem Pedro de la Rosa.
Während der laufenden Saison gab es weitere Veränderungen im Fahrerfeld: Bei Jaguar wurde Antonio Pizzonia nach dem Rennen in Großbritannien durch Justin Wilson ersetzt. Für Wilson debütierte bei Minardi dann Nicolas Kiesa. Daneben wurde bei Jordan Ralph Firman für zwei Rennen durch Zsolt Baumgartner ersetzt, zudem vertrat Williams-Testfahrer Marc Gené beim Rennen in Italien den verletzten Ralf Schumacher. Schließlich wurde bei BAR Jacques Villeneuve vor dem letzten Saisonrennen entlassen, das für ihn dann Takuma Satō bestritt.

## Teams und Fahrer
| Bild             | Team                       | Chassis                        | Motor                 | Reifen | Nr. | Fahrer                | Rennen       | Test-/Ersatzfahrer                                |
| ---------------- | -------------------------- | ------------------------------ | --------------------- | ------ | --- | --------------------- | ------------ | ------------------------------------------------- |
| Ferrari F2003-GA | Scuderia Ferrari Marlboro  | Ferrari F2002 Ferrari F2003-GA | Ferrari 3.0 V10       | B      | 1   | Michael Schumacher    | 1–16         | Luca Badoer Felipe Massa                          |
| Ferrari F2003-GA | Scuderia Ferrari Marlboro  | Ferrari F2002 Ferrari F2003-GA | Ferrari 3.0 V10       | B      | 2   | Rubens Barrichello    | 1–16         | Luca Badoer Felipe Massa                          |
| Williams FW25    | BMW WilliamsF1 Team        | Williams FW25                  | BMW 3.0 V10           | M      | 3   | Juan Pablo Montoya    | 1–16         | Marc Gené Antonio Pizzonia Ricardo Sperafico      |
| Williams FW25    | BMW WilliamsF1 Team        | Williams FW25                  | BMW 3.0 V10           | M      | 4   | Ralf Schumacher       | 1–13, 15, 16 | Marc Gené Antonio Pizzonia Ricardo Sperafico      |
| Williams FW25    | BMW WilliamsF1 Team        | Williams FW25                  | BMW 3.0 V10           | M      | 4   | Marc Gené             | 14           | Marc Gené Antonio Pizzonia Ricardo Sperafico      |
| McLaren MP4-17D  | West McLaren Mercedes      | McLaren MP4-17D                | Mercedes-Benz 3.0 V10 | M      | 5   | David Coulthard       | 1–16         | Alexander Wurz                                    |
| McLaren MP4-17D  | West McLaren Mercedes      | McLaren MP4-17D                | Mercedes-Benz 3.0 V10 | M      | 6   | Kimi Räikkönen        | 1–16         | Alexander Wurz                                    |
| Renault R23      | Mild Seven Renault F1 Team | Renault R23 Renault R23B       | Renault 3.0 V10       | M      | 7   | Jarno Trulli          | 1–16         | Allan McNish Franck Montagny                      |
| Renault R23      | Mild Seven Renault F1 Team | Renault R23 Renault R23B       | Renault 3.0 V10       | M      | 8   | Fernando Alonso       | 1–16         | Allan McNish Franck Montagny                      |
| Sauber C22       | Sauber Petronas            | Sauber C22                     | Petronas 3.0 V10      | B      | 9   | Nick Heidfeld         | 1–16         | Neel Jani                                         |
| Sauber C22       | Sauber Petronas            | Sauber C22                     | Petronas 3.0 V10      | B      | 10  | Heinz-Harald Frentzen | 1–16         | Neel Jani                                         |
| Jordan EJ13      | Jordan Ford                | Jordan EJ13                    | Ford 3.0 V10          | B      | 11  | Giancarlo Fisichella  | 1–16         | Zsolt Baumgartner Satoshi Motoyama Björn Wirdheim |
| Jordan EJ13      | Jordan Ford                | Jordan EJ13                    | Ford 3.0 V10          | B      | 12  | Ralph Firman          | 1–12, 15, 16 | Zsolt Baumgartner Satoshi Motoyama Björn Wirdheim |
| Jordan EJ13      | Jordan Ford                | Jordan EJ13                    | Ford 3.0 V10          | B      | 12  | Zsolt Baumgartner     | 13, 14       | Zsolt Baumgartner Satoshi Motoyama Björn Wirdheim |
| Jaguar R4        | Jaguar Racing              | Jaguar R4                      | Ford Cosworth 3.0 V10 | M      | 14  | Mark Webber           | 1–16         | André Lotterer                                    |
| Jaguar R4        | Jaguar Racing              | Jaguar R4                      | Ford Cosworth 3.0 V10 | M      | 15  | Antonio Pizzonia      | 1–11         | André Lotterer                                    |
| Jaguar R4        | Jaguar Racing              | Jaguar R4                      | Ford Cosworth 3.0 V10 | M      | 15  | Justin Wilson         | 12–16        | André Lotterer                                    |
| BAR 005          | Lucky Strike BAR Honda     | BAR 005                        | Honda 3.0 V10         | B      | 16  | Jacques Villeneuve    | 1–15         | Takuma Satō                                       |
| BAR 005          | Lucky Strike BAR Honda     | BAR 005                        | Honda 3.0 V10         | B      | 16  | Takuma Satō           | 16           | Takuma Satō                                       |
| BAR 005          | Lucky Strike BAR Honda     | BAR 005                        | Honda 3.0 V10         | B      | 17  | Jenson Button         | 1–16         | Takuma Satō                                       |
| Minardi PS03     | Minardi F1 Team            | Minardi PS03                   | Ford Cosworth 3.0 V10 | B      | 18  | Justin Wilson         | 1–11         | Matteo Bobbi Gianmaria Bruni Nicolas Kiesa        |
| Minardi PS03     | Minardi F1 Team            | Minardi PS03                   | Ford Cosworth 3.0 V10 | B      | 18  | Nicolas Kiesa         | 12–16        | Matteo Bobbi Gianmaria Bruni Nicolas Kiesa        |
| Minardi PS03     | Minardi F1 Team            | Minardi PS03                   | Ford Cosworth 3.0 V10 | B      | 19  | Jos Verstappen        | 1–16         | Matteo Bobbi Gianmaria Bruni Nicolas Kiesa        |
| Toyota TF103     | Panasonic Toyota Racing    | Toyota TF103                   | Toyota 3.0 V10        | M      | 20  | Olivier Panis         | 1–16         | Ricardo Zonta                                     |
| Toyota TF103     | Panasonic Toyota Racing    | Toyota TF103                   | Toyota 3.0 V10        | M      | 21  | Cristiano da Matta    | 1–16         | Ricardo Zonta                                     |

## Rennkalender
| Nr. | Datum         | Grand Prix (Strecke)         | Distanz (km) | Sieger                             | Zweiter                            | Dritter                                 | Pole- Position                    | Schnellste Rennrunde              | Gesamtführender Fahrer             | Gesamtführender Konstrukteur |
| --- | ------------- | ---------------------------- | ------------ | ---------------------------------- | ---------------------------------- | --------------------------------------- | --------------------------------- | --------------------------------- | ---------------------------------- | ---------------------------- |
| 01  | 9. März       | Australien (Melbourne)       | 307,574      | David Coulthard (McLaren-Mercedes) | Juan Pablo Montoya (Williams-BMW)  | Kimi Räikkönen (McLaren-Mercedes)       | Michael Schumacher (Ferrari)      | Kimi Räikkönen (McLaren-Mercedes) | David Coulthard (McLaren-Mercedes) | McLaren-Mercedes             |
| 02  | 23. März      | Malaysia (Sepang)            | 310,408      | Kimi Räikkönen (McLaren-Mercedes)  | Rubens Barrichello (Ferrari)       | Fernando Alonso (Renault)               | Fernando Alonso (Renault)         | Michael Schumacher (Ferrari)      | Kimi Räikkönen (McLaren-Mercedes)  | McLaren-Mercedes             |
| 03  | 6. April      | Brasilien (São Paulo)        | 232,636      | Giancarlo Fisichella (Jordan-Ford) | Kimi Räikkönen (McLaren-Mercedes)  | Fernando Alonso (Renault)               | Rubens Barrichello (Ferrari)      | Rubens Barrichello (Ferrari)      | Kimi Räikkönen (McLaren-Mercedes)  | McLaren-Mercedes             |
| 04  | 20. April     | San Marino (Imola)           | 305,609      | Michael Schumacher (Ferrari)       | Kimi Räikkönen (McLaren-Mercedes)  | Rubens Barrichello (Ferrari)            | Michael Schumacher (Ferrari)      | Michael Schumacher (Ferrari)      | Kimi Räikkönen (McLaren-Mercedes)  | McLaren-Mercedes             |
| 05  | 4. Mai        | Spanien (Montmeló)           | 307,323      | Michael Schumacher (Ferrari)       | Fernando Alonso (Renault)          | Rubens Barrichello (Ferrari)            | Michael Schumacher (Ferrari)      | Rubens Barrichello (Ferrari)      | Kimi Räikkönen (McLaren-Mercedes)  | McLaren-Mercedes             |
| 06  | 18. Mai       | Österreich (Spielberg)       | 298,494      | Michael Schumacher (Ferrari)       | Kimi Räikkönen (McLaren-Mercedes)  | Rubens Barrichello (Ferrari)            | Michael Schumacher (Ferrari)      | Michael Schumacher (Ferrari)      | Kimi Räikkönen (McLaren-Mercedes)  | Ferrari                      |
| 07  | 1. Juni       | Monaco (Monte Carlo)         | 260,520      | Juan Pablo Montoya (Williams-BMW)  | Kimi Räikkönen (McLaren-Mercedes)  | Michael Schumacher (Ferrari)            | Ralf Schumacher (Williams-BMW)    | Kimi Räikkönen (McLaren-Mercedes) | Kimi Räikkönen (McLaren-Mercedes)  | McLaren-Mercedes             |
| 08  | 15. Juni      | Kanada (Montréal)            | 305,270      | Michael Schumacher (Ferrari)       | Ralf Schumacher (Williams-BMW)     | Juan Pablo Montoya (Williams-BMW)       | Ralf Schumacher (Williams-BMW)    | Fernando Alonso (Renault)         | Michael Schumacher (Ferrari)       | Ferrari                      |
| 09  | 29. Juni      | Europa (Nürburg)             | 308,863      | Ralf Schumacher (Williams-BMW)     | Juan Pablo Montoya (Williams-BMW)  | Rubens Barrichello (Ferrari)            | Kimi Räikkönen (McLaren-Mercedes) | Kimi Räikkönen (McLaren-Mercedes) | Michael Schumacher (Ferrari)       | Ferrari                      |
| 10  | 6. Juli       | Frankreich (Magny-Cours)     | 308,586      | Ralf Schumacher (Williams-BMW)     | Juan Pablo Montoya (Williams-BMW)  | Michael Schumacher (Ferrari)            | Ralf Schumacher (Williams-BMW)    | Juan Pablo Montoya (Williams-BMW) | Michael Schumacher (Ferrari)       | Ferrari                      |
| 11  | 20. Juli      | Großbritannien (Silverstone) | 308,355      | Rubens Barrichello (Ferrari)       | Juan Pablo Montoya (Williams-BMW)  | Kimi Räikkönen (McLaren-Mercedes)       | Rubens Barrichello (Ferrari)      | Rubens Barrichello (Ferrari)      | Michael Schumacher (Ferrari)       | Ferrari                      |
| 12  | 3. August     | Deutschland (Hockenheim)     | 306,458      | Juan Pablo Montoya (Williams-BMW)  | David Coulthard (McLaren-Mercedes) | Jarno Trulli (Renault)                  | Juan Pablo Montoya (Williams-BMW) | Juan Pablo Montoya (Williams-BMW) | Michael Schumacher (Ferrari)       | Ferrari                      |
| 13  | 24. August    | Ungarn (Mogyoród)            | 306,663      | Fernando Alonso (Renault)          | Kimi Räikkönen (McLaren-Mercedes)  | Juan Pablo Montoya (Williams-BMW)       | Fernando Alonso (Renault)         | Juan Pablo Montoya (Williams-BMW) | Michael Schumacher (Ferrari)       | Williams-BMW                 |
| 14  | 14. September | Italien (Monza)              | 306,720      | Michael Schumacher (Ferrari)       | Juan Pablo Montoya (Williams-BMW)  | Rubens Barrichello (Ferrari)            | Michael Schumacher (Ferrari)      | Michael Schumacher (Ferrari)      | Michael Schumacher (Ferrari)       | Williams-BMW                 |
| 15  | 28. September | USA (Indianapolis)           | 306,016      | Michael Schumacher (Ferrari)       | Kimi Räikkönen (McLaren-Mercedes)  | Heinz-Harald Frentzen (Sauber-Petronas) | Kimi Räikkönen (McLaren-Mercedes) | Michael Schumacher (Ferrari)      | Michael Schumacher (Ferrari)       | Ferrari                      |
| 16  | 12. Oktober   | Japan (Suzuka)               | 307,573      | Rubens Barrichello (Ferrari)       | Kimi Räikkönen (McLaren-Mercedes)  | David Coulthard (McLaren-Mercedes)      | Rubens Barrichello (Ferrari)      | Ralf Schumacher (Williams-BMW)    | Michael Schumacher (Ferrari)       | Ferrari                      |

## Rennberichte

### Großer Preis von Australien
| Platz | Fahrer                | Team             | Zeit        |
| ----- | --------------------- | ---------------- | ----------- |
| 1     | David Coulthard       | McLaren-Mercedes | 1:34:42,124 |
| 2     | Juan Pablo Montoya    | Williams-BMW     | + 8,675     |
| 3     | Kimi Räikkönen        | McLaren-Mercedes | + 9,192     |
| 4     | Michael Schumacher    | Ferrari          | + 9,482     |
| 5     | Jarno Trulli          | Renault          | + 38,801    |
| 6     | Heinz-Harald Frentzen | Sauber-Petronas  | + 43,928    |
| 7     | Fernando Alonso       | Renault          | + 45,074    |
| 8     | Ralf Schumacher       | Williams-BMW     | + 45,745    |

Der Große Preis von Australien in Melbourne (Australien) fand am 9. März 2003 statt und ging über 58 Runden à 5,303 km über insgesamt 307,574 km.
Michael Schumacher sicherte sich die erste Pole-Position der Saison vor Barrichello und Montoya. Da die Strecke beim Start des Rennens nass war, war die Reifenwahl entscheidend für den Beginn. Die meisten Fahrer starteten mit Regenreifen, mussten jedoch kurz nach dem Start bereits den ersten Boxenstopp einlegen, da die Strecke schnell trockener wurde.
Schumacher vergab die Führung durch einen Fahrfehler, bei dem er die seitlichen Windabweiser seines Wagens verlor. Wegen der Beschädigung musste er einen unplanmäßigen Boxenstopp durchführen. Nachdem der danach in Führung liegende Montoya ebenfalls einen Fahrfehler begangen hatte, konnte David Coulthard das Rennen für sich entscheiden. Die schnellste Rennrunde fuhr Kimi Räikkönen mit 1:27,724 Minuten.
Barrichello schied durch einen Fahrfehler bereits in der sechsten Runde aus. Heidfeld fiel in der 21. Runde wegen eines Bruchs der rechten Vorderradaufhängung aus. Da auch Fisichella, Pizzonia, Panis, Wilson, Webber, da Matta und Firman das Rennen nicht beenden konnten, kamen nur 11 Fahrer ins Ziel.
Da David Coulthard noch bis einschließlich 2008 in der Formel 1 startete, war zu diesem Zeitpunkt noch längst nicht absehbar, dass dies sein letzter Sieg sein sollte.

### Großer Preis von Malaysia
| Platz | Fahrer             | Team             | Zeit        |
| ----- | ------------------ | ---------------- | ----------- |
| 1     | Kimi Räikkönen     | McLaren-Mercedes | 1:32:22,195 |
| 2     | Rubens Barrichello | Ferrari          | + 39,286    |
| 3     | Fernando Alonso    | Renault          | + 1:04,007  |
| 4     | Ralf Schumacher    | Williams-BMW     | + 1:28,026  |
| 5     | Jarno Trulli       | Renault          | + 1 Runde   |
| 6     | Michael Schumacher | Ferrari          | + 1 Runde   |
| 7     | Jenson Button      | BAR-Honda        | + 1 Runde   |
| 8     | Nick Heidfeld      | Sauber-Petronas  | + 1 Runde   |

Der Große Preis von Malaysia in Kuala Lumpur fand am 23. März 2003 statt und ging über 56 Runden à 5,543 km über insgesamt 310,408 km.
Alonso hatte im Qualifying die Pole-Position vor Trulli und Michael Schumacher erreicht. Schumacher versuchte in der ersten Kurve nach dem Start, Trulli zu überholen, und kollidierte dabei mit ihm. Da das Auto beschädigt wurde, musste er einen unplanmäßigen Boxenstopp einlegen. Außerdem erhielt er von der Rennleitung wegen Verursachen des Unfalls eine Strafe und musste daher erneut durch die Boxengasse fahren. Zwar konnte er mit 1:36,412 Minuten die schnellste Rennrunde fahren, aber im Endergebnis reichte es für ihn nur zu Platz 6.
Räikkönen ging in der 15. Runde in Führung und ließ durch ein fehlerfreies Rennen der Konkurrenz keine Chance. Er siegte mit einem deutlichen Vorsprung vor Barrichello und übernahm mit seinem ersten Sieg in der Formel 1 die Führung in der Fahrerwertung.
Minardi machte durch eine Protestaktion gegen den drei Tage vor dem Rennen begonnenen Irakkrieg auf sich aufmerksam: die Wagen wurden mit Aufklebern mit dem Spruch Malaysia for Peace versehen.

### Großer Preis von Brasilien
| Platz | Fahrer                | Team             | Zeit        |
| ----- | --------------------- | ---------------- | ----------- |
| 1     | Giancarlo Fisichella  | Jordan-Ford      | 1:31:17,748 |
| 2     | Kimi Räikkönen        | McLaren-Mercedes | + 0,945     |
| 3     | Fernando Alonso       | Renault          | + 6,348     |
| 4     | David Coulthard       | McLaren-Mercedes | + 8,096     |
| 5     | Heinz-Harald Frentzen | Sauber-Petronas  | + 8,642     |
| 6     | Jacques Villeneuve    | BAR-Honda        | + 16,054    |
| 7     | Ralf Schumacher       | Williams-BMW     | + 38,526    |
| 8     | Jarno Trulli          | Renault          | + 45,927    |

Der Große Preis von Brasilien in São Paulo fand am 6. April 2003 statt. Planmäßig hätte die zu fahrende Strecke 71 Runden à 4,309 km betragen. Das Rennen wurde jedoch nach 54 Runden abgebrochen, damit betrug die Gesamtdistanz 232,686 km.
Die Strecke war durch heftigen Regen teilweise überschwemmt. Dies führte zu zahlreichen Unfällen und Ausfällen bei den Fahrern. Der Trainingsschnellste Rubens Barrichello (1:13.807 Minuten) führte in seinem Heim-Grand-Prix und fuhr in 1:22.032 Minuten auch die schnellste Runde des Rennens, musste jedoch in der 46. Runde sein Auto mit leerem Tank abstellen. Michael Schumacher rutschte in der 27. Runde auf einer Pfütze aus, prallte in einen Reifenstapel und musste das Rennen beenden. Dies war Schumachers erster Ausfall seit dem Großen Preis von Deutschland 2001. Insgesamt waren bis zur 50. Runde bereits zehn der 20 teilnehmenden Fahrer ausgeschieden.
Während der 56. Runde brach die Rennleitung das Rennen nach einem weiteren schweren Unfall ab. Mark Webber war eingangs der Start- und Zielgeraden in die Begrenzungsmauer gekracht. Kurz darauf geriet der Renault von Alonso außer Kontrolle, als er einem der abgerissenen Räder des Jaguars nicht mehr ausweichen konnte. Aufgrund des Rennabbruchs fuhr Fisichella schließlich in die Boxengasse, wo sein Auto einen Motorschaden erlitt und Feuer fing; aufgrund des vorzeitigen Rennendes war dies für die Wertung jedoch irrelevant.
Das Reglement sah vor, dass bei einem Rennabbruch die Reihenfolge der Fahrer zwei Runden vor dem Abbruch maßgeblich sei. Der Rennleitung lagen aufgrund eines Computerfehlers widersprüchliche Angaben darüber vor, zu welchem Zeitpunkt Fisichella genau die Ziellinie überquerte, und nahm schließlich irrtümlich an, er habe sich noch in der 55. Runde befunden, als das Rennen abgebrochen wurde. Damit wurde der Stand in Runde 53 zum offiziellen Ergebnis des Rennens und somit Räikkönen zum Sieger erklärt. Am Tag darauf stellte sich jedoch heraus, dass Fisichella bereits die 56. Runde begonnen hatte und somit die Reihenfolge in der 54. Runde maßgeblich war. In dieser lag Fisichella bereits in Führung und wurde somit nachträglich zum Sieger erklärt.
Erst im Jahre 2016 wurde bekannt, dass an der Kurve, an der sich die meisten Fahrer herausdrehten, in unregelmäßigen Abständen seifenhaltige Flüssigkeiten ausgeschwemmt wurden, sodass an dieser Stelle der Asphalt rutschig wurde.

### Großer Preis von San Marino
| Platz | Fahrer             | Team             | Zeit        |
| ----- | ------------------ | ---------------- | ----------- |
| 1     | Michael Schumacher | Ferrari          | 1:28:12,058 |
| 2     | Kimi Räikkönen     | McLaren-Mercedes | + 1,882     |
| 3     | Rubens Barrichello | Ferrari          | + 2,291     |
| 4     | Ralf Schumacher    | Williams-BMW     | + 8,803     |
| 5     | David Coulthard    | McLaren-Mercedes | + 9,411     |
| 6     | Fernando Alonso    | Renault          | + 43,689    |
| 7     | Juan Pablo Montoya | Williams-BMW     | + 45,271    |
| 8     | Jenson Button      | BAR-Honda        | + 1 Runde   |

Der Große Preis von San Marino in Imola fand am 20. April 2003 statt und ging über 62 Runden à 4,933 km über insgesamt 305,609 km.
Im Qualifying erreichte Michael Schumacher die Pole-Position vor seinem Bruder Ralf und seinem Teamkollegen Barrichello. In den frühen Morgenstunden des 20. April verstarb Elisabeth Schumacher, die Mutter von Michael und Ralf. Trotzdem entschieden sich die Brüder dazu, das Rennen zu fahren. Ralf Schumacher hatte den besseren Start und ging in Führung. Bis zu seinem ersten Boxenstopp in der 16. Runde konnte Ralf die Führung verteidigen. Da der kurze Zeit später folgende Stopp von Michael kürzer war, konnte dieser seinen Bruder somit überholen.
Die McLaren-Mercedes Piloten Räikkönen und Coulthard fuhren im Gegensatz zu den Konkurrenten eine Strategie mit nur zwei Boxenstopps. Michael Schumacher konnte mit zwei sehr kurzen weiteren Stopps die Führung vor Räikkönen zurückgewinnen und erreichte im letzten Rennen mit dem Vorjahresmodell Ferrari F2002 neben der schnellsten Rennrunde von 1:22,491 Minuten auch seinen ersten Saisonsieg.

### Großer Preis von Spanien
| Platz | Fahrer             | Team            | Zeit        |
| ----- | ------------------ | --------------- | ----------- |
| 1     | Michael Schumacher | Ferrari         | 1:33:46,933 |
| 2     | Fernando Alonso    | Renault         | + 5,716     |
| 3     | Rubens Barrichello | Ferrari         | + 18,001    |
| 4     | Juan Pablo Montoya | Williams-BMW    | + 1:02,022  |
| 5     | Ralf Schumacher    | Williams-BMW    | + 1 Runde   |
| 6     | Cristiano da Matta | Toyota          | + 1 Runde   |
| 7     | Mark Webber        | Jaguar-Cosworth | + 1 Runde   |
| 8     | Ralph Firman       | Jordan-Ford     | + 2 Runde   |

Der Große Preis von Spanien in Barcelona fand am 4. Mai 2003 statt und ging über 65 Runden über insgesamt 307,323 km.
Im Qualifying erreichten die beiden Ferrari-Piloten die Plätze in der ersten Startreihe. Hinter Schumacher und Barrichello konnten sich die Renault-Piloten Alonso und Trulli platzieren.
Schumacher gewann das Rennen im neuen Ferrari F2003-GA vor Alonso, während das McLaren-Mercedes Team aufgrund der Unfälle von Räikkönen mit Pizzonia beim Start und Coulthard mit Button in der 17. Runde keinen Fahrer ins Ziel bringen konnte.
Die Williams-BMW-Piloten Montoya und Ralf Schumacher konnten die Podiumsplätze nicht erreichen, obwohl sie im Gegensatz zu den Ferrari und Renault Fahrern mit einer Zweistoppstrategie unterwegs waren. Die schnellste Rennrunde fuhr Barrichello mit 1:20,143 Minuten.

### Großer Preis von Österreich
| Platz | Fahrer             | Team             | Zeit        |
| ----- | ------------------ | ---------------- | ----------- |
| 1     | Michael Schumacher | Ferrari          | 1:24:04,888 |
| 2     | Kimi Räikkönen     | McLaren-Mercedes | + 3,362     |
| 3     | Rubens Barrichello | Ferrari          | + 3,951     |
| 4     | Jenson Button      | BAR-Honda        | + 42,243    |
| 5     | David Coulthard    | McLaren-Mercedes | + 59,740    |
| 6     | Ralf Schumacher    | Williams-BMW     | + 1 Runde   |
| 7     | Mark Webber        | Jaguar-Cosworth  | + 1 Runde   |
| 8     | Jarno Trulli       | Renault          | + 1 Runde   |

Der Große Preis von Österreich in Spielberg fand am 18. Mai 2003 statt und ging über 69 Runden über insgesamt 298,494 km.
Der Rennstart musste zweimal aufgrund von technischen Problemen des Toyota-Fahrers da Matta abgebrochen werden. Dadurch reduzierte sich die planmäßige Renndistanz von 71 auf 69 Runden.
Während des Rennens fing es an zu regnen, wodurch die Fahrbahn sehr rutschig wurde. Trotzdem war lediglich beim Ausfall von Frentzen ein Unfall die Ursache. Dieser Unfall ereignete sich bereits in der ersten Runde, als die Strecke noch trocken war. Die Ausfälle der Fahrer Verstappen, Panis, Montoya, Alonso, Heidfeld und Fisichella wurden sämtlich durch technische Defekte begründet.
Beim ersten Boxenstopp von Michael Schumacher gab es ein Problem beim Betanken, in dessen Folge der Wagen in Brand geriet. Die Mechaniker konnten den Brand löschen, ohne dass jemand verletzt wurde, allerdings verlor Schumacher hierdurch wertvolle Zeit und büßte die Führung ein. Schumacher konnte dennoch das Rennen gewinnen und fuhr außerdem die schnellste Rennrunde mit 1:08,337 Minuten.

### Großer Preis von Monaco
| Platz | Fahrer             | Team             | Zeit        |
| ----- | ------------------ | ---------------- | ----------- |
| 1     | Juan Pablo Montoya | Williams-BMW     | 1:42:19,010 |
| 2     | Kimi Räikkönen     | McLaren-Mercedes | + 0,602     |
| 3     | Michael Schumacher | Ferrari          | + 1,720     |
| 4     | Ralf Schumacher    | Williams-BMW     | + 28,518    |
| 5     | Fernando Alonso    | Renault          | + 36,251    |
| 6     | Jarno Trulli       | Renault          | + 40,972    |
| 7     | David Coulthard    | McLaren-Mercedes | + 41,227    |
| 8     | Rubens Barrichello | Ferrari          | + 53,266    |

Der Große Preis von Monaco in Monte Carlo fand am 1. Juni 2003 statt und ging über 78 Runden über insgesamt 260,520 km.
Montoya konnte seinen dritten Startplatz hinter Ralf Schumacher und Räikkönen in den zweiten Grand-Prix-Sieg seiner Karriere umsetzen. Für Williams war dies der erste Sieg seit dem Malaysia Grand Prix im Jahr 2002.
Beim Start konnte Ralf Schumacher die Führung noch problemlos verteidigen. Dass er als erster Fahrer der Führungsgruppe einen Boxenstopp durchführen musste, wurde zum Nachteil, da Montoya diese Zeit nutzen konnte, um einen so großen Abstand herauszufahren, dass er nach seinem Boxenstopp weiterhin in Führung lag. Da ein ähnliches Vorgehen auch Räikkönen und Michael Schumacher gelang, erreichte Ralf Schumacher schließlich nur Rang 4.
Die schnellste Rennrunde erreichte Räikkönen mit 1:14,545 Minuten. Trotz der Ausfälle von Villeneuve, Wilson, Verstappen, Webber, Pizzonia und Frentzen erreichten immerhin 13 von 19 gestarteten Fahrer das Ziel.

### Großer Preis von Kanada
| Platz | Fahrer             | Team             | Zeit        |
| ----- | ------------------ | ---------------- | ----------- |
| 1     | Michael Schumacher | Ferrari          | 1:31:13,591 |
| 2     | Ralf Schumacher    | Williams-BMW     | + 0,754     |
| 3     | Juan Pablo Montoya | Williams-BMW     | + 1,355     |
| 4     | Fernando Alonso    | Renault          | + 4,481     |
| 5     | Rubens Barrichello | Ferrari          | + 1:04,481  |
| 6     | Kimi Räikkönen     | McLaren-Mercedes | + 1:10,502  |
| 7     | Mark Webber        | Jaguar-Cosworth  | + 1 Runde   |
| 8     | Olivier Panis      | Toyota           | + 1 Runde   |

Der Große Preis von Kanada in Montreal fand am 15. Juni 2003 statt und ging über 70 Runden über insgesamt 305,270 km.
Die Williams-BMW-Piloten Ralf Schumacher und Montoya starteten das Rennen aus der ersten Reihe. Räikkönen musste wegen eines Fahrfehlers im Qualifying aus der Boxengasse starten. Er konnte sich um einige Plätze im Rennen verbessern und belegte schließlich Rang 6. Sein Teamkollege Coulthard fiel genauso wie die beiden Sauber Fahrer Frentzen und Heidfeld aufgrund von technischen Problemen aus.
Am Ende der ersten Runde führte ein Dreher von Montoya zur erfolgreichen Überholung durch Michael Schumacher und Alonso. Ralf Schumacher führte seinen ersten Tankstopp eine Runde vor seinem Bruder durch. Da Michael Schumacher in dieser Runde einigen Vorsprung herausfahren konnte, gelang ihm hierdurch die Überholung. Trotz später auftretender Bremsprobleme am Ferrari konnte er die Führung bis ins Ziel retten.

### Großer Preis von Europa
| Platz | Fahrer             | Team            | Zeit        |
| ----- | ------------------ | --------------- | ----------- |
| 1     | Ralf Schumacher    | Williams-BMW    | 1:34:43,622 |
| 2     | Juan Pablo Montoya | Williams-BMW    | + 16,821    |
| 3     | Rubens Barrichello | Ferrari         | + 39,673    |
| 4     | Fernando Alonso    | Renault         | + 1:05,731  |
| 5     | Michael Schumacher | Ferrari         | + 1:06,162  |
| 6     | Mark Webber        | Jaguar-Cosworth | + 1 Runde   |
| 7     | Jenson Button      | BAR-Honda       | + 1 Runde   |
| 8     | Nick Heidfeld      | Sauber-Petronas | + 1 Runde   |

Der Große Preis von Europa auf dem Nürburgring fand am 29. Juni 2003 statt und ging über 60 Runden über insgesamt 308,863 km.
Im Gegensatz zum vorherigen Rennen starteten die Williams-BMW-Piloten Schumacher und Montoya aus der zweiten Startreihe hinter Räikkönen und Michael Schumacher. Sie konnten diese Startplätze jedoch in die Podiumsplätze eins und zwei umsetzen. Ralf Schumacher fuhr fehlerfrei und konnte seinen Bruder bereits beim Start überholen. Durch einen Motorschaden von Räikkönen in der 25. Runde erlangte er die Führung, die er bis ins Ziel behalten konnte. Die schnellste Rennrunde hatte Räikkönen zuvor noch mit 1:32,621 Minuten erreicht.
Montoya konnte seinen Podiumsplatz in einem harten Duell gegen Michael Schumacher erringen. Die Fahrt endete kurz vor Schluss für beide beinahe in einer Kollision, doch nur Schumacher drehte sich von der Strecke und wurde von den Streckenposten wieder auf die Fahrbahn geschoben.

### Großer Preis von Frankreich
| Platz | Fahrer             | Team             | Zeit        |
| ----- | ------------------ | ---------------- | ----------- |
| 1     | Ralf Schumacher    | Williams-BMW     | 1:30:49,213 |
| 2     | Juan Pablo Montoya | Williams-BMW     | + 13,813    |
| 3     | Michael Schumacher | Ferrari          | + 19,568    |
| 4     | Kimi Räikkönen     | McLaren-Mercedes | + 38,047    |
| 5     | David Coulthard    | McLaren-Mercedes | + 40,289    |
| 6     | Mark Webber        | Jaguar-Cosworth  | + 1:06,380  |
| 7     | Rubens Barrichello | Ferrari          | + 1 Runde   |
| 8     | Olivier Panis      | Toyota           | + 1 Runde   |

Der Große Preis von Frankreich in Magny-Cours fand am 6. Juli 2003 statt und ging über 70 Runden über insgesamt 308,586 km.
Im Qualifying konnte Ralf Schumacher vor Montoya und Michael Schumacher die Pole-Position erreichen. Genau in dieser Reihenfolge besetzten sie am Ende des Rennens auch das Podium.
Ralf Schumacher absolvierte ein souveränes Rennen und konnte sich sowohl von seinem Teamkollegen Montoya als auch von den anderen Konkurrenten immer weiter absetzen. Damit gelang ihm der zweite Saisonerfolg hintereinander. Die schnellste Rennrunde fuhr Montoya mit 1:15,512 Minuten.
Mit Trulli, Alonso, Fisichella und Button gab es lediglich vier Ausfälle zu verzeichnen. Während die beiden Renault-Piloten und der Jordan-Fahrer jeweils mit Motorschaden ausfielen, ging Button in der 21. Runde der Sprit aus.

### Großer Preis von Großbritannien
| Platz | Fahrer             | Team             | Zeit        |
| ----- | ------------------ | ---------------- | ----------- |
| 1     | Rubens Barrichello | Ferrari          | 1:28:37,554 |
| 2     | Juan Pablo Montoya | Williams-BMW     | + 5,462     |
| 3     | Kimi Räikkönen     | McLaren-Mercedes | + 10,656    |
| 4     | Michael Schumacher | Ferrari          | + 25,648    |
| 5     | David Coulthard    | McLaren-Mercedes | + 36,827    |
| 6     | Jarno Trulli       | Renault          | + 43,067    |
| 7     | Cristiano da Matta | Toyota           | + 45,085    |
| 8     | Jenson Button      | BAR-Honda        | + 45,478    |

Der Große Preis von Großbritannien in Silverstone fand am 20. Juli 2003 statt und ging über 60 Runden über insgesamt 308,355 km.
Rubens Barrichello konnte im Qualifying die Pole-Position vor Jarno Trulli und Kimi Räikkönen erreichen. Das Rennen wurde ebenfalls von Barrichello dominiert und auch die mit 1:22,236 Minuten schnellste Rennrunde wurde von ihm gefahren.
Mit Fernando Alonso, Giancarlo Fisichella und Antonio Pizzonia fielen lediglich drei gestartete Fahrer mit technischen Problemen aus. Sämtliche anderen 17 Fahrer konnten das Rennen beenden.
Während des Rennens lief ein Zuschauer, der als Sportprovokateur bekannte Priester Cornelius Horan, im Schottenrock auf die Piste und brachte damit sowohl sich als auch die Rennfahrer in Gefahr. Mit viel Glück konnten sämtliche Fahrer ihm ausweichen, der Zuschauer wurde von Streckenposten von der Rennstrecke entfernt. Danach wurde er verhaftet und zu einer Freiheitsstrafe verurteilt.

### Großer Preis von Deutschland
| Platz | Fahrer             | Team             | Zeit        |
| ----- | ------------------ | ---------------- | ----------- |
| 1     | Juan Pablo Montoya | Williams-BMW     | 1:28:48,769 |
| 2     | David Coulthard    | McLaren-Mercedes | + 55,459    |
| 3     | Jarno Trulli       | Renault          | + 1:09,060  |
| 4     | Fernando Alonso    | Renault          | + 1:09,344  |
| 5     | Olivier Panis      | Toyota           | + 1 Runde   |
| 6     | Cristiano da Matta | Toyota           | + 1 Runde   |
| 7     | Michael Schumacher | Ferrari          | + 1 Runde   |
| 8     | Jenson Button      | BAR-Honda        | + 1 Runde   |

Der Große Preis von Deutschland in Hockenheim fand am 3. August 2003 statt und ging über 67 Runden über insgesamt 306,458 km.
Den ersten Startplatz erreichte Juan Pablo Montoya vor Ralf Schumacher und Rubens Barrichello. Beim Start ereignete sich ein schwerer Unfall, in den einige Rennfahrer verwickelt waren. Für Ralf Schumacher, Rubens Barrichello, Kimi Räikkönen, Heinz-Harald Frentzen, Justin Wilson und Ralph Firman bedeutete er das vorzeitige Rennende.
Montoya konnte unbedrängt das Rennen anführen, in 1:14,917 Minuten die schnellste Rennrunde fahren und schließlich auch gewinnen. Den zweiten Platz nahm kurze Zeit Michael Schumacher ein, bis ihn vier Runden vor Rennende ein Reifenschaden zu einem weiteren Boxenstopp zwang, so dass er lediglich Platz sieben erreichte.

### Großer Preis von Ungarn
| Platz | Fahrer             | Team             | Zeit        |
| ----- | ------------------ | ---------------- | ----------- |
| 1     | Fernando Alonso    | Renault          | 1:39:01,460 |
| 2     | Kimi Räikkönen     | McLaren-Mercedes | + 16,768    |
| 3     | Juan Pablo Montoya | Williams-BMW     | + 34,537    |
| 4     | Ralf Schumacher    | Williams-BMW     | + 35,620    |
| 5     | David Coulthard    | McLaren-Mercedes | + 56,535    |
| 6     | Mark Webber        | Jaguar-Cosworth  | + 1:12,643  |
| 7     | Jarno Trulli       | Renault          | + 1 Runde   |
| 8     | Michael Schumacher | Ferrari          | + 1 Runde   |

Der Große Preis von Ungarn in Budapest fand am 24. August 2003 statt und ging über 70 Runden über insgesamt 306,663 km.
Im Qualifying erreichte Fernando Alonso vor Ralf Schumacher und Mark Webber die Pole-Position. Alonso konnte seinen Startplatz in seinen ersten Sieg in einem Formel-1-Rennen umsetzen. Damit war er mit 22 Jahren der bisher jüngste Rennsieger und außerdem der erste Spanier, der ein Formel-1-Rennen gewinnen konnte.
Michael Schumacher konnte nur den achten Platz erreichen. Kimi Räikkönen verbesserte dagegen mit seinem zweiten Platz seine Chancen in der WM-Wertung. Schumacher führte mit einem Punkt vor Montoya und zwei Punkten vor Räikkönen die Fahrerwertung nur noch knapp an.

### Großer Preis von Italien
| Platz | Fahrer             | Team             | Zeit        |
| ----- | ------------------ | ---------------- | ----------- |
| 1     | Michael Schumacher | Ferrari          | 1:14:19,838 |
| 2     | Juan Pablo Montoya | Williams-BMW     | + 5,294     |
| 3     | Rubens Barrichello | Ferrari          | + 11,835    |
| 4     | Kimi Räikkönen     | McLaren-Mercedes | + 12,834    |
| 5     | Marc Gené          | Williams-BMW     | + 27,891    |
| 6     | Jacques Villeneuve | BAR-Honda        | + 1 Runde   |
| 7     | Mark Webber        | Jaguar-Cosworth  | + 1 Runde   |
| 8     | Fernando Alonso    | Renault          | + 1 Runde   |

Der Große Preis von Italien in Monza fand am 14. September 2003 statt und ging über 53 Runden über insgesamt 306,720 km.
Michael Schumacher erreichte den ersten Startplatz vor Juan Pablo Montoya und Rubens Barrichello. In genau der gleichen Reihenfolge konnten die Fahrer das Rennen beenden. Außerdem fuhr Schumacher mit 1:21,832 Minuten auch die schnellste Rennrunde.
Mit David Coulthard, Olivier Panis, Jos Verstappen, Jenson Button, Cristiano da Matta, Justin Wilson und Jarno Trulli fielen sieben Fahrer vorzeitig mit technischen Defekten aus.

### Großer Preis der USA
| Platz | Fahrer                | Team             | Zeit        |
| ----- | --------------------- | ---------------- | ----------- |
| 1     | Michael Schumacher    | Ferrari          | 1:33:35,997 |
| 2     | Kimi Räikkönen        | McLaren-Mercedes | + 18,258    |
| 3     | Heinz-Harald Frentzen | Sauber-Petronas  | + 37,964    |
| 4     | Jarno Trulli          | Renault          | + 48,329    |
| 5     | Nick Heidfeld         | Sauber-Petronas  | + 56,403    |
| 6     | Juan Pablo Montoya    | Williams-BMW     | + 1 Runde   |
| 7     | Giancarlo Fisichella  | Jordan-Ford      | + 1 Runde   |
| 8     | Justin Wilson         | Jaguar-Cosworth  | + 2 Runden  |

Der Große Preis der USA in Indianapolis fand am 28. September 2003 statt und ging über 73 Runden über insgesamt 306,106 km.
Im Qualifying erreichte Kimi Räikkönen vor Rubens Barrichello und Olivier Panis die Pole-Position.
Das Rennen wurde stark vom Regen beeinflusst. Michael Schumacher konnte vom siebten Startplatz aus das Rennen gewinnen. Auch Heinz-Harald Frentzen und Nick Heidfeld kamen mit den nassen Bedingungen sehr gut zurecht. Frentzen wurde Dritter, Heidfeld konnte den fünften Platz erreichen.
Für Juan Pablo Montoya war nach seinem sechsten Platz und einem Rückstand von nunmehr 10 Punkten auf Schumacher die WM im vorletzten Rennen verloren.
Die schnellste Rennrunde fuhr Michael Schumacher in 1:11,473 Minuten.

### Großer Preis von Japan
| Platz | Fahrer             | Team             | Zeit        |
| ----- | ------------------ | ---------------- | ----------- |
| 1     | Rubens Barrichello | Ferrari          | 1:25:11,740 |
| 2     | Kimi Räikkönen     | McLaren-Mercedes | + 11,085    |
| 3     | David Coulthard    | McLaren-Mercedes | + 11,614    |
| 4     | Jenson Button      | BAR-Honda        | + 33,106    |
| 5     | Jarno Trulli       | Renault          | + 34,269    |
| 6     | Takuma Satō        | BAR-Honda        | + 51,692    |
| 7     | Cristiano da Matta | Toyota           | + 56,794    |
| 8     | Michael Schumacher | Ferrari          | + 59,487    |

Der Große Preis von Japan in Suzuka fand am 12. Oktober 2003 statt und ging über 53 Runden über insgesamt 307,573 km.
Die ersten drei Startplätze belegten Rubens Barrichello, Juan Pablo Montoya und Cristiano da Matta. Michael Schumacher startete nur von Platz 14, Kimi Räikkönen von Platz 8. Barrichello wurde noch in der ersten Runde von Montoya überholt. Auch Alonso kam sehr nahe an ihn heran.
In der sechsten Runde kollidierte Michael Schumacher mit Takuma Satō und musste sich anschließend in der Box einen neuen Frontspoiler abholen. Dadurch fiel er auf den letzten Platz zurück. Montoya musste das Rennen nach einem technischen Defekt in der neunten Runde frühzeitig beenden.
Da Räikkönen nicht über den zweiten Platz hinaus kam und Schumacher mit dem achten Platz außerdem noch einen WM-Punkt erreichte, konnte Schumacher sich mit zwei Punkten Vorsprung den Titel der Fahrer-Weltmeisterschaft sichern.

## Qualifyingduelle
| Fahrer               | :            | Fahrer                |
| Ferrari              | Ferrari      | Ferrari               |
| -------------------- | ------------ | --------------------- |
| Michael Schumacher   | 10:6 (18:14) | Rubens Barrichello    |
| Williams-BMW         |              |                       |
| Juan Pablo Montoya   | 6:9 (14:17)  | Ralf Schumacher       |
| Juan Pablo Montoya   | 1:0 (1:0)    | Marc Gené             |
| McLaren-Mercedes     |              |                       |
| David Coulthard      | 6:10 (12:20) | Kimi Räikkönen        |
| Renault              |              |                       |
| Jarno Trulli         | 8:8 (19:13)  | Fernando Alonso       |
| Sauber-Petronas      |              |                       |
| Nick Heidfeld        | 9:7 (18:14)  | Heinz-Harald Frentzen |
| Jordan-Ford          |              |                       |
| Giancarlo Fisichella | 12:2 (23:6)  | Ralph Firman          |
| Giancarlo Fisichella | 2:0 (3:0)    | Zsolt Baumgartner     |

| Fahrer             | :               | Fahrer             |
| Jaguar-Cosworth    | Jaguar-Cosworth | Jaguar-Cosworth    |
| ------------------ | --------------- | ------------------ |
| Mark Webber        | 8:3 (18:4)      | Antonio Pizzonia   |
| Mark Webber        | 5:0 (10:0)      | Justin Wilson      |
| BAR-Honda          |                 |                    |
| Jacques Villeneuve | 7:8 (11:19)     | Jenson Button      |
| Takuma Satō        | 0:1 (1:1)       | Jenson Button      |
| Minardi-Cosworth   |                 |                    |
| Justin Wilson      | 4:6 (5:16)      | Jos Verstappen     |
| Nicolas Kiesa      | 0:5 (2:8)       | Jos Verstappen     |
| Toyota             |                 |                    |
| Olivier Panis      | 13:3 (25:7)     | Cristiano da Matta |

An jedem Rennwochenende fanden Doppel-Qualifyings statt. Die Ergebnisse der Doppel-Qualifyings sind in den Klammern vermerkt.

## Weltmeisterschaftswertungen

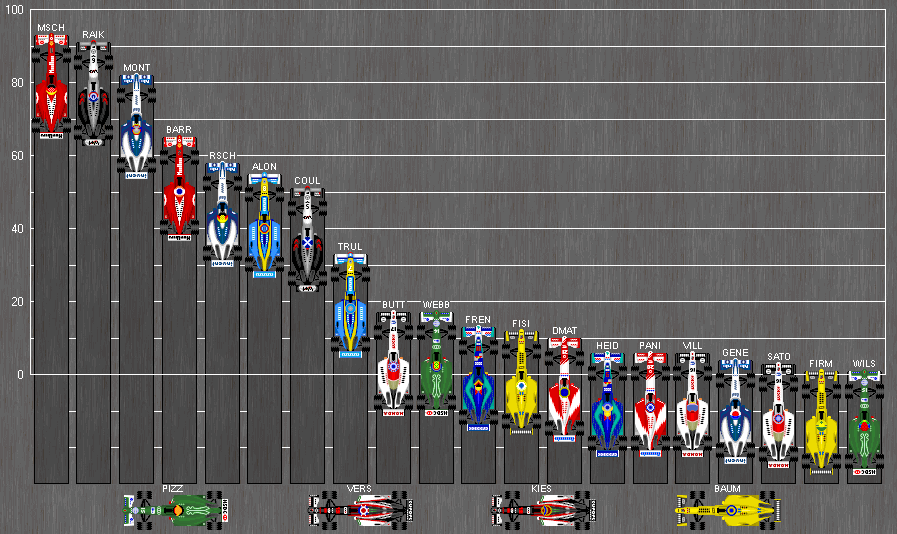
Fahrerwertung der Formel-1-Saison 2003

Weltmeister wird derjenige Fahrer bzw. Konstrukteur, der bis zum Saisonende die meisten Punkte in der Weltmeisterschaft angesammelt hat. Bei der Punkteverteilung werden die Platzierungen im Gesamtergebnis des jeweiligen Rennens berücksichtigt. Die acht erstplatzierten Fahrer jedes Rennens erhalten Punkte nach folgendem Schema:
| Punkteverteilung | Punkteverteilung | Punkteverteilung | Punkteverteilung | Punkteverteilung | Punkteverteilung | Punkteverteilung | Punkteverteilung | Punkteverteilung |
| ---------------- | ---------------- | ---------------- | ---------------- | ---------------- | ---------------- | ---------------- | ---------------- | ---------------- |
| Platz            | 1                | 2                | 3                | 4                | 5                | 6                | 7                | 8                |
| Punkte           | 10               | 8                | 6                | 5                | 4                | 3                | 2                | 1                |

### Fahrerwertung
| Pos. | Fahrer         | Konstrukteur     |     |     |     |     |     |     |     |     |     |     |     |     |     |     |     |     | Punkte |
| 01   | M. Schumacher  | Ferrari          | 4   | 6   | DNF | 1   | 1   | 1   | 3   | 1   | 5   | 3   | 4   | 7   | 8   | 1   | 1   | 8   | 93     |
| 02   | K. Räikkönen   | McLaren-Mercedes | 3   | 1   | 2   | 2   | DNF | 2   | 2   | 6   | DNF | 4   | 3   | DNF | 2   | 4   | 2   | 2   | 91     |
| 03   | J. Montoya     | Williams-BMW     | 2   | 12  | DNF | 7   | 4   | DNF | 1   | 3   | 2   | 2   | 2   | 1   | 3   | 2   | 6   | DNF | 82     |
| 04   | R. Barrichello | Ferrari          | DNF | 2   | DNF | 3   | 3   | 3   | 8   | 5   | 3   | 7   | 1   | DNF | DNF | 3   | DNF | 1   | 65     |
| 05   | R. Schumacher  | Williams-BMW     | 8   | 4   | 7   | 4   | 5   | 6   | 4   | 2   | 1   | 1   | 9   | DNF | 4   | INJ | DNF | 12  | 58     |
| 06   | F. Alonso      | Renault          | 7   | 3   | 3   | 6   | 2   | DNF | 5   | 4   | 4   | DNF | DNF | 4   | 1   | 8   | DNF | DNF | 55     |
| 07   | D. Coulthard   | McLaren-Mercedes | 1   | DNF | 4   | 5   | DNF | 5   | 7   | DNF | 15  | 5   | 5   | 2   | 5   | DNF | DNF | 3   | 51     |
| 08   | J. Trulli      | Renault          | 5   | 5   | 8   | 13  | DNF | 8   | 6   | DNF | DNF | DNF | 6   | 3   | 7   | DNF | 4   | 5   | 33     |
| 09   | J. Button      | BAR-Honda        | 10  | 7   | DNF | 8   | 9   | 4   | DNS | DNF | 7   | DNF | 8   | 8   | 10  | DNF | DNF | 4   | 17     |
| 10   | M. Webber      | Jaguar-Cosworth  | DNF | DNF | 9*  | DNF | 7   | 7   | DNF | 7   | 6   | 6   | 14  | 11* | 6   | 7   | DNF | 11  | 17     |
| 11   | H. Frentzen    | Sauber-Petronas  | 6   | 9   | 5   | 11  | DNF | DNS | DNF | DNF | 9   | 12  | 12  | DNF | DNF | 13  | 3   | DNF | 13     |
| 12   | G. Fisichella  | Jordan-Ford      | 12* | DNF | 1   | 15  | DNF | DNF | 10  | DNF | 12  | DNF | DNF | 13* | DNF | 10  | 7   | DNF | 12     |
| 13   | C. da Matta    | Toyota           | DNF | 11  | 10  | 12  | 6   | 10  | 9   | 11  | DNF | 11  | 7   | 6   | 11  | DNF | 9   | 7   | 10     |
| 14   | N. Heidfeld    | Sauber-Petronas  | DNF | 8   | DNF | 10  | 10  | DNF | 11  | DNF | 8   | 13  | 17  | 10  | 9   | 9   | 5   | 9   | 6      |
| 15   | O. Panis       | Toyota           | DNF | DNF | DNF | 9   | DNF | DNF | 13  | 8   | DNF | 8   | 11  | 5   | DNF | DNF | DNF | 10  | 6      |
| 16   | J. Villeneuve  | BAR-Honda        | 9   | DNS | 6   | DNF | DNF | 12  | DNF | DNF | DNF | 9   | 10  | 9   | DNF | 6   | DNF |     | 6      |
| 17   | M. Gené        | Williams-BMW     |     |     |     |     |     |     |     |     |     |     |     |     |     | 5   |     |     | 4      |
| 18   | T. Satō        | BAR-Honda        |     |     |     |     |     |     |     |     |     |     |     |     |     |     |     | 6   | 3      |
| 19   | R. Firman      | Jordan-Ford      | DNF | 10  | DNF | DNF | 8   | 11  | 12  | DNF | 11  | 15  | 13  | DNF | DNS | INJ | DNF | 14  | 1      |
| 20   | J. Wilson      | Minardi-Cosworth | DNF | DNF | DNF | DNF | 11  | 13  | DNF | DNF | 13  | 14  | 16  |     |     |     |     |     | 1      |
| 20   | J. Wilson      | Jaguar-Cosworth  |     |     |     |     |     |     |     |     |     |     |     | DNF | DNF | DNF | 8   | 13  | 1      |
| 21   | A. Pizzonia    | Jaguar-Cosworth  | 13  | DNF | DNF | 14  | DNF | 9   | DNF | 10  | 10  | 10  | DNF |     |     |     |     |     | 0      |
| 22   | J. Verstappen  | Minardi-Cosworth | 11  | 13  | DNF | DNF | 12  | DNF | DNF | 9   | 14  | 16  | 15  | DNF | 12  | DNF | 10  | 15  | 0      |
| 23   | N. Kiesa       | Minardi-Cosworth |     |     |     |     |     |     |     |     |     |     |     | 12  | 13  | 12  | 11  | 16  | 0      |
| 24   | Z. Baumgartner | Jordan-Ford      |     |     |     |     |     |     |     |     |     |     |     |     | DNF | 11  |     |     | 0      |

| Legende  | Legende            | Legende                                                          |
| Farbe    | Abkürzung          | Bedeutung                                                        |
| -------- | ------------------ | ---------------------------------------------------------------- |
| Gold     | –                  | Sieg                                                             |
| Silber   | –                  | 2. Platz                                                         |
| Bronze   | –                  | 3. Platz                                                         |
| Grün     | –                  | Platzierung in den Punkten                                       |
| Blau     | –                  | Klassifiziert außerhalb der Punkteränge                          |
| Violett  | DNF                | Rennen nicht beendet (did not finish)                            |
| Violett  | NC                 | nicht klassifiziert (not classified)                             |
| Rot      | DNQ                | nicht qualifiziert (did not qualify)                             |
| Rot      | DNPQ               | in Vorqualifikation gescheitert (did not pre-qualify)            |
| Schwarz  | DSQ                | disqualifiziert (disqualified)                                   |
| Weiß     | DNS                | nicht am Start (did not start)                                   |
| Weiß     | WD                 | zurückgezogen (withdrawn)                                        |
| Hellblau | PO                 | nur am Training teilgenommen (practiced only)                    |
| Hellblau | TD                 | Freitags-Testfahrer (test driver)                                |
| ohne     | DNP                | nicht am Training teilgenommen (did not practice)                |
| ohne     | INJ                | verletzt oder krank (injured)                                    |
| ohne     | EX                 | ausgeschlossen (excluded)                                        |
| ohne     | DNA                | nicht erschienen (did not arrive)                                |
| ohne     | C                  | Rennen abgesagt (cancelled)                                      |
| ohne     | keine WM-Teilnahme |                                                                  |
| sonstige | P/fett             | Pole-Position                                                    |
| sonstige | 1/2/3/4/5/6/7/8    | Punktplatzierung im Sprint-/Qualifikationsrennen                 |
| sonstige | SR/kursiv          | Schnellste Rennrunde                                             |
| sonstige | *                  | nicht im Ziel, aufgrund der zurückgelegten Distanz aber gewertet |
| sonstige | ()                 | Streichresultate                                                 |
| sonstige | unterstrichen      | Führender in der Gesamtwertung                                   |

### Konstrukteurswertung
| Pos. | Konstrukteur     | Nr. |     |     |     |     |     |     |     |     |     |     |     |     |     |     |     |     | Punkte |
| 01   | Ferrari          | 01  | 4   | 6   | DNF | 1   | 1   | 1   | 3   | 1   | 5   | 3   | 4   | 7   | 8   | 1   | 1   | 8   | 158    |
| 01   | Ferrari          | 02  | DNF | 2   | DNF | 3   | 3   | 3   | 8   | 5   | 3   | 7   | 1   | DNF | DNF | 3   | DNF | 1   | 158    |
| 02   | Williams-BMW     | 03  | 2   | 12  | DNF | 7   | 4   | DNF | 1   | 3   | 2   | 2   | 2   | 1   | 3   | 2   | 6   | DNF | 144    |
| 02   | Williams-BMW     | 04  | 8   | 4   | 7   | 4   | 5   | 6   | 4   | 2   | 1   | 1   | 9   | DNF | 4   | 5   | DNF | 12  | 144    |
| 03   | McLaren-Mercedes | 05  | 1   | DNF | 4   | 5   | DNF | 5   | 7   | DNF | 15  | 5   | 5   | 2   | 5   | DNF | DNF | 3   | 142    |
| 03   | McLaren-Mercedes | 06  | 3   | 1   | 2   | 2   | DNF | 2   | 2   | 6   | DNF | 4   | 3   | DNF | 2   | 4   | 2   | 2   | 142    |
| 04   | Renault          | 07  | 5   | 5   | 8   | 13  | DNF | 8   | 6   | DNF | DNF | DNF | 6   | 3   | 7   | DNF | 4   | 5   | 88     |
| 04   | Renault          | 08  | 7   | 3   | 3   | 6   | 2   | DNF | 5   | 4   | 4   | DNF | DNF | 4   | 1   | 8   | DNF | DNF | 88     |
| 05   | BAR-Honda        | 16  | 9   | DNS | 6   | DNF | DNF | 12  | DNF | DNF | DNF | 9   | 10  | 9   | DNF | 6   | DNF | 6   | 26     |
| 05   | BAR-Honda        | 17  | 10  | 7   | DNF | 8   | 9   | 4   | DNS | DNF | 7   | DNF | 8   | 8   | 10  | DNF | DNF | 4   | 26     |
| 06   | Sauber-Petronas  | 09  | DNF | 8   | DNF | 10  | 10  | DNF | 11  | DNF | 8   | 13  | 17  | 10  | 9   | 9   | 5   | 9   | 19     |
| 06   | Sauber-Petronas  | 10  | 6   | 9   | 5   | 11  | DNF | DNS | DNF | DNF | 9   | 12  | 12  | DNF | DNF | 13  | 3   | DNF | 19     |
| 07   | Jaguar-Cosworth  | 14  | DNF | DNF | 9*  | DNF | 7   | 7   | DNF | 7   | 6   | 6   | 14  | 11* | 6   | 7   | DNF | 11  | 18     |
| 07   | Jaguar-Cosworth  | 15  | 13  | DNF | DNF | 14  | DNF | 9   | DNF | 10  | 10  | 10  | DNF | DNF | DNF | DNF | 8   | 13  | 18     |
| 08   | Toyota           | 20  | DNF | DNF | DNF | 9   | DNF | DNF | 13  | 8   | DNF | 8   | 11  | 5   | DNF | DNF | DNF | 10  | 16     |
| 08   | Toyota           | 21  | DNF | 11  | 10  | 12  | 6   | 10  | 9   | 11  | DNF | 11  | 7   | 6   | 11  | DNF | 9   | 7   | 16     |
| 09   | Jordan-Ford      | 11  | 12* | DNF | 1   | 15  | DNF | DNF | 10  | DNF | 12  | DNF | DNF | 13* | DNF | 10  | 7   | DNF | 13     |
| 09   | Jordan-Ford      | 12  | DNF | 10  | DNF | DNF | 8   | 11  | 12  | DNF | 11  | 15  | 13  | DNF | DNF | 11  | DNF | 14  | 13     |
| 10   | Minardi-Cosworth | 18  | DNF | DNF | DNF | DNF | 11  | 13  | DNF | DNF | 13  | 14  | 16  | 12  | 13  | 12  | 11  | 16  | 0      |
| 10   | Minardi-Cosworth | 19  | 11  | 13  | DNF | DNF | 12  | DNF | DNF | 9   | 14  | 16  | 15  | DNF | 12  | DNF | 10  | 15  | 0      |

| Legende  | Legende            | Legende                                                          |
| Farbe    | Abkürzung          | Bedeutung                                                        |
| -------- | ------------------ | ---------------------------------------------------------------- |
| Gold     | –                  | Sieg                                                             |
| Silber   | –                  | 2. Platz                                                         |
| Bronze   | –                  | 3. Platz                                                         |
| Grün     | –                  | Platzierung in den Punkten                                       |
| Blau     | –                  | Klassifiziert außerhalb der Punkteränge                          |
| Violett  | DNF                | Rennen nicht beendet (did not finish)                            |
| Violett  | NC                 | nicht klassifiziert (not classified)                             |
| Rot      | DNQ                | nicht qualifiziert (did not qualify)                             |
| Rot      | DNPQ               | in Vorqualifikation gescheitert (did not pre-qualify)            |
| Schwarz  | DSQ                | disqualifiziert (disqualified)                                   |
| Weiß     | DNS                | nicht am Start (did not start)                                   |
| Weiß     | WD                 | zurückgezogen (withdrawn)                                        |
| Hellblau | PO                 | nur am Training teilgenommen (practiced only)                    |
| Hellblau | TD                 | Freitags-Testfahrer (test driver)                                |
| ohne     | DNP                | nicht am Training teilgenommen (did not practice)                |
| ohne     | INJ                | verletzt oder krank (injured)                                    |
| ohne     | EX                 | ausgeschlossen (excluded)                                        |
| ohne     | DNA                | nicht erschienen (did not arrive)                                |
| ohne     | C                  | Rennen abgesagt (cancelled)                                      |
| ohne     | keine WM-Teilnahme |                                                                  |
| sonstige | P/fett             | Pole-Position                                                    |
| sonstige | 1/2/3/4/5/6/7/8    | Punktplatzierung im Sprint-/Qualifikationsrennen                 |
| sonstige | SR/kursiv          | Schnellste Rennrunde                                             |
| sonstige | *                  | nicht im Ziel, aufgrund der zurückgelegten Distanz aber gewertet |
| sonstige | ()                 | Streichresultate                                                 |
| sonstige | unterstrichen      | Führender in der Gesamtwertung                                   |